# 笕桥区
笕桥区，浙江省杭州市已撤消的市辖区。
1949年由杭州市设置。在今浙江省杭州市区东部笕桥街道。以区内笕桥得名。1950年撤销，1952年复设。1956年再撤，并入江干区。 